# Comarcas de Guipúzcoa

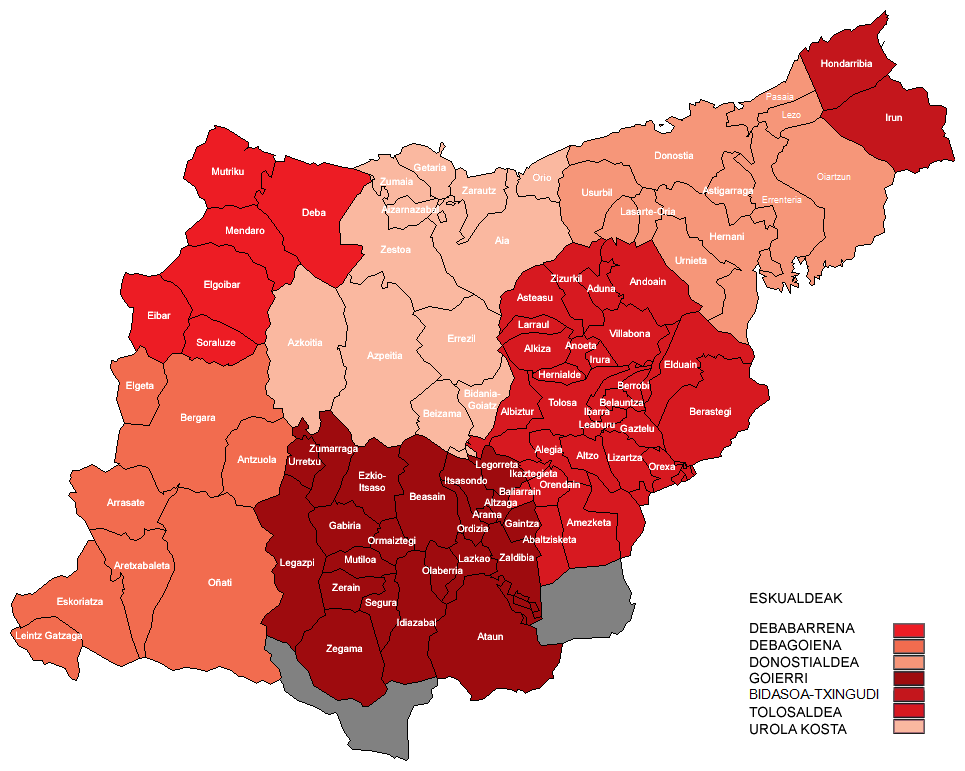
Comarcas de Guipúzcoa.

Las comarcas de la provincia de Guipúzcoa están determinadas principalmente por la orografía del terreno y siguen a grandes rasgos los valles que forman los principales ríos guipuzcoanos. 
Son seis los ríos principales que drenan el territorio guipuzcoano, de este a oeste:
- El Bidasoa, aunque solo es guipuzcoano en el tramo final y en una de sus orillas.
- El Oyarzun, que es el más corto de los seis, ya que nace muy cerca de la costa.
- El Urumea, que nace en Navarra y solo discurre por Guipúzcoa en su tramo medio-bajo.
- El Oria.
- El Urola.
- El Deva.

La división más habitual divide la provincia en estas siete comarcas:
- Bajo Bidasoa (en euskera: «Bidasoa-Txingudi»): Comprende las localidades fronterizas de Irún y Fuenterrabía situadas en la desembocadura del río Bidasoa y alrededor de la Bahía de Txingudi. Es una comarca transfronteriza que incluye la vecina localidad vasco-francesa de Hendaya.

- La Comarca de San Sebastián (en euskera: «Donostialdea»): Comprende la capital, San Sebastián y las poblaciones de su entorno. Aquí se concentra casi la mitad de la población de la provincia con localidades como Hernani, Lasarte-Oria, Pasajes y Rentería. Incluye el Valle del Oyarzun, el tramo guipuzcoano del Urumea y un tramo medio-bajo del Oria, aunque no su desembocadura. Se suele dividir en tres subcomarcas:
  - La ciudad de San Sebastián propiamente dicha.
  - Oarsoaldea: engloba la parte más oriental de la comarca; con los municipios situados en el valle del río Oyarzun y en el entorno de la Bahía de Pasajes: Lezo, Oyarzun, Pasajes y Rentería.
  - Buruntzaldea: engloba la parte más occidental de la comarca; con los municipios situados en los valles de los ríos Oria y Urumea: Andoáin, Astigarraga, Hernani, Lasarte-Oria, Urnieta y Usúrbil.

- Tolosaldea: Situado en el tramo medio del Valle del río Oria. Gravita en torno a la villa de Tolosa, antigua capital de la provincia.

- Goyerri (en euskera: «Goierri»): Su nombre quiere decir «Tierra Alta o Pueblo Alto» en euskera y es el nombre que tradicionalmente recibe la cuenca alta del río Oria, aunque esta comarca suele incluir por extensión también la parte alta del valle del río Urola.

- Urola-Costa (en euskera: «Urola-Kosta»): Esta comarca está formada por:
  - El tramo central de la costa guipuzcoana, entre las desembocaduras del Oria y el Urola, donde destaca la localidad de Zarauz.
  - La cuenca media y baja del río Urola, Urola Medio (en euskera: «Urola Erdia»), donde se encuentran Azcoitia y Azpeitia.

- El Bajo Deva (en euskera: «Debabarrena»), donde están las localidades de Éibar y Elgóibar. Las localidades vizcaínas de Ermua y Mallavia también suelen ser incluidas a veces como parte de esta comarca.

- El Alto Deva (en euskera: «Debagoiena»), donde están Vergara, Mondragón y Oñate.

## Circunscripciones electorales forales
A efectos de las elecciones forales, que se celebran cada cuatro años junto con las municipales, Guipúzcoa se divide en cuatro circunscripciones, también llamadas comarcas. Estas circunscripciones son:
- La Comarca de San Sebastián (en euskera: «Donostialdea»)
- La Comarca Bidasoa-Oyarzun, que incluye todo el territorio guipuzcoano al este de San Sebastián, esto es la comarcas del Bajo Bidasoa (Irún, Fuenterrabía) y la subcomarca de Oarsoaldea (Rentería, Pasajes, Lezo y Oyarzun).
- La comarca de Oria, que incluye la cuenca de dicho río (comarcas naturales del Goyerri y Tolosaldea)
- La comarca Deva-Urola, que incluye las cuencas de dichos ríos, en el oeste de la provincia.

- Datos: Q1221362
- Multimedia: Eskualdeak of Gipuzkoa / Q1221362